# Neoplocaederus iranicus
Neoplocaederus iranicus es una especie de escarabajo longicornio del género Neoplocaederus, tribu Cerambycini, subfamilia Cerambycinae. Fue descrita científicamente por Rapuzzi y Sama en 2014.

## Descripción
Mide 28-35 milímetros de longitud.

## Distribución
Se distribuye por Irán.